# 早川金十郎
早川 金十郎（はやかわ きんじゅうろう、1862年1月8日〈文久元年12月9日〉 - 1935年〈昭和10年〉10月27日）は、明治から昭和時代戦前の政治家。埼玉県川越市長。

## 経歴
忍町（現行田市）に生まれる。1876年（明治9年）埼玉県師範学校小学師範科を卒業し、小学校教員となる。ついで入間、南埼玉郡役所に奉職し、1915年（大正4年）から川越町助役を3期、1923年（大正12年）から市助役を3期務め、1932年（昭和7年）3月から川越市長を1期務めた。市長在任中の1933年（昭和8年）には県内初の都市計画法が適用され、大規模な耕地整理、住宅建設や工場誘致、道路の新設などを行った。